# Hrvatski rukometni kup za muškarce 1999./2000.
Hrvatski rukometni kup za muškarce za sezonu 1999./2000. je deveti put zaredom osvojio Badel 1862 iz Zagreba.

## Rezultati

### Osmina završnice
| klub1                                  | rez.             | klub2                     |
| -------------------------------------- | ---------------- | ------------------------- |
| PIPO IPC Čakovec                       | 18:29, 21:26     | Metković Jambo            |
| Medveščak - Zagreb osiguranje (Zagreb) | 37:26, 40:24     | Crikvenica                |
| Badel 1862 Zagreb                      | 43:19, 36:22     | Trogir Alpro ATT          |
| Moslavina Kutina                       | 25:21, 20:26     | Zamet Autotrans Rijeka    |
| Varteks Tivar (Varaždin)               | 22:23, 20:27     | Brodomerkur Split         |
| Cetera Đakovo                          | 26:26, 21:26     | Karlovac                  |
| Brod Vacom (Slavonski Brod)            | 0:10 bb, 0:10 bb | Plomin Linija Rudar Labin |

### Četvrtzavršnica
| klub1                                  | rez.         | klub2                  |
| -------------------------------------- | ------------ | ---------------------- |
| Badel 1862 Zagreb                      | 21:24, 27:23 | Metković Jambo         |
| Medveščak - Zagreb osiguranje (Zagreb) | 35:15, 31:22 | Dubrovnik              |
| Plomin Linija Rudar Labin              | 22:27, 18:24 | Brodomerkur Split      |
| Karlovac                               | 24:27, 26:26 | Zamet Autotrans Rijeka |

### Završni turnir
Igrano u Zagrebu.
| klub1                                  | rez.          | klub2                  |
| poluzavršnica                          | poluzavršnica | poluzavršnica          |
| -------------------------------------- | ------------- | ---------------------- |
| Medveščak - Zagreb osiguranje (Zagreb) | 22:30         | Zamet Autotrans Rijeka |
| Badel 1862 Zagreb                      | 23:20         | Brodomerkur Split      |
|                                        |               |                        |
| za pobjednika                          |               |                        |
| Badel 1862 Zagreb                      | 33:28         | Zamet Autotrans Rijeka |

## Poveznice
- 1.A HRL 1999./2000.
- 1.B HRL 1999./2000.
- 2. HRL 1999./2000.